# 平井正穂
平井 正穂（ひらい まさお、1911年12月10日 - 2005年2月24日）は、日本の英文学者。東京大学名誉教授。斎藤勇の娘婿。

## 人物
福岡県久留米市に生まれ、福岡市で育つ。旧制第八高等学校卒業後、1935年、東京帝国大学英文科卒業、大学院に進む。1937年、助手に採用される。1940年、旧制新潟高等学校教授、東大教授斎藤勇の女婿となる。1948年、東大英文科助教授を経て教授、1969年から1971年まで文学部学部長、1972年定年退官後は武蔵大学教授。日本英文学会会長を務めた。東京大学名誉教授。日本学士院会員。
ジョン・ミルトン、T・S・エリオットなど英文学の正統的研究者として、小泉八雲、夏目金之助、斎藤勇に継いで東大英文科講座を担った。
高橋康也、丸谷才一、宮崎雄行、冨山太佳夫、山内久明など、数多くの優秀な教え子を輩出した。
1977年に篠田一士・高松雄一らによる『ルネサンスの文学と思想 平井正穂教授還暦記念論文集』（筑摩書房）が刊行された。

## 著書
- 『ルネサンスの人間像』新月社, 1948年
- 『John Milton』研究社出版, 1958年 (新英米文学評伝叢書)
- 『イギリス文学試論集』研究社出版, 1965年
- 『イギリス文学史 人間像の展開』筑摩書房, 1968年、筑摩叢書, 1980年
- 『ミルトンとその時代』研究社出版, 1974年
- 『イギリス文学ノート 思索と体験』八潮出版社, 1982年
- 『イギリス文学論集』研究社出版, 1998年
- 『イギリス文学史』海老池俊治と共著、明治書院, 1980年
- 編『エリオット 20世紀英米文学案内』研究社出版[2], 1967年

### 翻訳
- トマス・モア『ユートピア』新月社, 1948年／岩波文庫, 1958年、改版2011年、ワイド版1994年
- ダニエル・デフォー『ロビンソン・クルーソー／ペスト』筑摩書房〈世界文学大系 デフォー[3] スウィフト〉, 1959年、新版（筑摩世界文学大系）, 1974年
  - デフォー『ロビンソン・クルーソー』岩波文庫（上下）, 1967年-1971年、改版2012年。※下巻は第2部（その後の物語）
  - デフォー『ペスト』中公文庫[4], 1973年、改版2009年。1665年-1666年のロンドンでの疫病感染（パンデミック）を描く。
- ジョージ・ギッシング『ヘンリ・ライクロフトの私記』岩波文庫, 1961年、ワイド版1991年
- オスカー・ワイルド『ドリアン・グレイの画像』筑摩書房〈世界文学大系 近代小説集〉, 1964年、新版「筑摩世界文学大系 名作集」, 1975年
- シェイクスピア『夏の夜の夢』『尺には尺を』- 筑摩書房（世界古典文学全集）, 1964年。別版「全集」筑摩書房
- ウィリアム・ゴールディング『蝿の王』集英社（世界文学全集）, 1965年、新版1973年ほか。のち新潮文庫、集英社文庫（各・改版）
- スティーヴンソン『新アラビアンナイト』[5]集英社（世界文学全集）, 1970年。復刻「スティーヴンソン作品集」文泉堂, 1999年
- シェイクスピア『ロミオとジューリエット』集英社（世界文学全集）, 1973年、新版1979年／岩波文庫, 1988年
  - 『オセロー』集英社（世界文学全集）, 1973年、新版1979年／集英社文庫, 1988年
  - 『リア王』、『アントニーとクレオパトラ』集英社（世界文学全集 新版）, 1979年
- クリストファー・マーロウ『フォースタス博士の悲劇』-「筑摩世界文学大系18 古典劇集」筑摩書房, 1975年
- チャールズ・ラム『エリア随筆』八潮出版社, 1978年／グーテンベルク21・電子出版, 2013年。抜粋訳
- ジョン・ミルトン『失楽園』筑摩書房, 1979年／岩波文庫（上下）, 1981年／講談社（世界文学全集）, 1986年
- ジョナサン・スウィフト『ガリヴァー旅行記』岩波文庫, 1980年、岩波クラシックス, 1982年、ワイド版1993年
- 『イギリス名詩選』岩波文庫, 1990年、ワイド版1991年、岩波書店, 1997年。編訳

## 参考
- デジタル版日本人名大辞典
- 平井正穂教授略歴・業績 (平井正穂教授記念号) 武蔵大学人文学会雑誌 1982